# Pegasídeos
Pegasídeos, ou Pegasídeos de Julho é uma chuva de meteoros que ocorre entre 4 de julho e 8 de agosto, cujo radiante se encontra na constelação de Pegasus, cerca de 5 graus a oeste da estrela α Pegasi. Trata-se de uma chuva de meteoros fraca, que atinge seu ápice por volta do dia 11 de julho, com uma taxa horária zenital de apenas três meteoros por hora, embora sua velocidade de entrada atmosférica seja de cerca de 64 km/s.

## Origem
A primeira origem proposta para a chuva de meteoros foi o cometa C/1979 Y1 (Bradfield), com um período orbital de 308 anos. Posteriormente, também se propôs o cometa C/ 1771 A1 como uma origem possível, sugerindo que os cometas C/1979 Y1 e C/1771 A1 podem tanto ser o mesmo cometa, quanto se originar de um progenitor comum no momento de formação dos Pegasídeos.